# Rhinthon
Rhinthon  (grec ancien ) (né v. 323 av. J.-C. et mort v. 285 av. J.-C.) est un dramaturge du théâtre grec antique de l'époque hellénistique probablement originaire de Syracuse en Sicile, alors territoire de la Grande-Grèce, inventeur du jeu de Phlyax. 

## Biographie
Fils d'un potier, Rhinthon était probablement originaire de Syracuse et par la suite s'installa à Tarente.
Il est à l'origine du jeu de Phlyax, une comédie burlesque de sujet tragique, une tragicomédie. 
Ces burlesques étaient aussi appelés « phlyakographoi »  du nom de leurs auteurs. 

## Influence
L'hilarotragédie a exercé une influence considérable sur la comédie latine, le Rhinthonica (ou fabula) est mentionné parmi les autres types de drame connus des Romains. Les scènes de ces derniers sont probablement représentées dans certaines peintures de vase de l'Italie méridionale.
La poétesse grecque Nossis lui a consacré une épitaphe sous la forme d'une épigramme (Anthologie Palatine, VII, 414).

## Œuvre
Rhinthon est l'auteur de trente-huit pièces, dont seulement quelques titres : Amphitryon, Héraclès, Medea, Oreste et lignes ont été préservés, principalement par les grammairiens, comme illustrant des formes de la dialectique Tarentine. Le pied de base est le Ïambe qui fonde le trimètre iambique.
- Dulomeleagro  (« Δοῦλος Μελέαγρος »)
- Héraclès
- Amphitryon
- Iphigénie en Aulide
- Iphigénie en Tauride
- Médée
- Méléagre esclave
- Oreste
- Télèphe